# ووروشیلوو
ووروشیلوو (انگلیسی: Voroshilovo) یک شهرک در شهرستان داولکانوفسکی در استان باشقیرستان کشور روسیه است.